# Выводок (фильм)
«Выводок», «Отродье», или «Выродки» (англ. The Brood) — канадский художественный фильм 1979 года, фантастический фильм ужасов режиссёра Дэвида Кроненберга. Главные роли исполнили Оливер Рид, Саманта Эггар и Арт Хиндл. Съёмки фильма проходили в Канаде — в Торонто и в Миссиссоге (Онтарио). Премьера фильма состоялась 25 мая 1979 года в США.
Лента является экспериментальным фильмом, снятым в жанре «биологического хоррора», в котором Кроненберг рассматривает биологическую мутацию как проявление состояния ярости людей. Сюжет вдохновлён громким разводом Кроненберга с первой женой Маргарет Хиндсон, когда они никак не могли поделить опеку над их общей дочерью Кассандрой; режиссёр признался, что очень многие черты героини Саманты Эггар были взяты именно от Хиндсон.

## Сюжет
Психиатр изобретает революционную терапию, которую он использует на своих больных. Но он не предусмотрел побочных, особенно разрушительных эффектов.

## В ролях
- Оливер Рид — доктор Хэл Рэглан
- Саманта Эггар — Нола Карвет
- Арт Хиндл — Фрэнк Карвет
- Генри Беккерман — Бартон Келли
- Нуала Фицджеральд — Джулиана Келли
- Синди Хайндз — Кэндис Карвет
- Сьюзан Хоган — Рут Майер
- Гэри Маккихан — Майк Треллан
- Майкл Макги — инспектор
- Роберт Э. Силверман — Жан Хартог
- Джозеф Шоу — Коронер
- Ларри Солуэй — адвокат
- Райнер Шварц — доктор Биркин
- Феликс Силла — чудище из выводка
- Джон Фергюсон — чудище из выводка

## Производство
Кроненберг заявлял, что, по его мнению, «Выводок» был «самым классическим фильмом ужасов, который я делал» с точки зрения структуры. Он задумал сценарий после  развода с женой, который привёл к ожесточённой борьбе за опеку над их дочерью. Во время своего развода Кроненберг узнал о драме «Крамер против Крамера» (также выпущенной в 1979 году) и был разочарован её оптимистичным изображением семейного распада. В ответ он начал писать сценарий фильма «Выводок», стремясь изобразить раздор между разведённой парой, сражающейся за своего ребёнка.  

## Награды и номинации
- 1980 — 5 номинаций на премию «Джини»: лучший актёр второго плана (Роберт Силверман), лучшая иностранная актриса (Саманта Эггар), лучшая музыка (Говард Шор), лучшая работа художника-постановщика (Кэрол Спир), лучший звук (Джо Гримальди, Брайан Дэй).
- 1981 — специальное упоминание жюри мировых кинокритиков на Каталонском кинофестивале Сиджесе.